# Sant Martí d'Aravó
Sant Martí d'Aravó és una població situada dins del municipi de Guils de Cerdanya, comarca de la Baixa Cerdanya.
Està a 1.150 m d'altitud, a prop del riu d’Aravó, que ha servit històricament com a delimitació territorial amb Puigcerdà. Durant l’edat mitjana, el lloc apareix mencionat en documents relacionats amb donacions i testaments, indicant la seva rellevància dins l’organització territorial i econòmica de la zona. La proximitat al desaparegut lloc de Senillers enriqueix el seu passat històric. Tot i que la història moderna no ha destacat el municipi, els seus orígens evidencien una connexió amb el desenvolupament de la comarca.
Celebra la festa major el dia 11 de novembre.

## Llocs d'interès
El Pont de Sant Martí, que passa per sobre del riu Querol o Aravó, la seva base actual -almenys- podria haver estat construïda durant l'època romana. Tanmateix la major part data del segle xiv quan entre el 1326 i el 1328 se'n va dur a terme la reconstrucció.
L'ermita de Sant Martí data del segle x.